# 名和義興
名和 義興（なわ よしおき、嘉吉4年/文安元年（1444年） - 長禄3年12月13日（1460年1月6日））は、室町時代の武将。名和氏の第18代当主。父は名和教長。叔父に名和七郎、名和三郎。叔母に阿蘇惟忠室。幼名は桃房丸。弟に名和顕忠。

## 生涯
名和七郎を弑せしめた父の教長が名和三郎によって宝徳4年（1452年）5月21日に弑逆されると、教長の長子である桃房丸が僅か8歳にして名和氏第18代当主となり、同時に義興と名乗る。しかし家中の混乱は続いており、近習に取り立てた旅人の奥野太郎左衛門尉によって長禄3年（1459年）12月13日、球磨川に浮かぶ舟中にて弑逆される。享年16。
難を逃れた弟の幸松丸（のちの顕忠）は一旦相良長続を頼った後に名和氏の家督を継承している。